# Guernica (1978)
Guernica (1978), basada en la novela corta de Antonije Iskovic, es la obra de licenciatura en la Academia de Artes Interpretativas (FAMU) de Praga del director serbio Emir Kusturica. Por ella recibió su primer premio en el Festival de Cine checoslovaco Karlovy Vary.

## Sinopsis
Guernica es una película de media hora que trata de un chico, judío, que una tarde del año 1939 recuerda en casa cuando vio con su padre el Guernica de Picasso. En París se hablaba entonces mucho de judíos. Él le pregunta a su padre qué es eso de ser judío, a lo que este le responde: "Mira, es tener la nariz un poco más larga que el prójimo. Hoy eso es importante, mañana no lo será". El niño siente que algo siniestro transita por entre su familia y empieza a rodear de carmín de labios las narices, cabezas y miembros de las fotos de su familia. Las recorta y amontona y, aterrado, compone su propio Guernica pegando los recortes uno tras otro.
No contiene ninguna concesión y habla de esa esencia de la creación que mueve al hombre a destruir para volver a crear.